# Марк Сервилий Силан
Марк Сервилий Силан (лат. Marcus Servilius Silanus) — римский государственный деятель второй половины II века.
О происхождении Силана ничего неизвестно. В 152 году он занимал должность консула-суффекта. В 188 году Силан был ординарным консулом вместе с Сеем Фусцианом.